# Harold Blackmore
Harold Alfred Blackmore (13 tháng 5 năm 1904 – 1989) là một cầu thủ bóng đá người Anh thi đấu ở Football League cho Exeter City, Bolton Wanderers, Middlesbrough, Bradford Park Avenue, Bury.